# Ger Groeneveld
Ger Groeneveld (Heerlen, 10 juli 1948) is een Nederlands kunstschilder. Hij heeft gestudeerd aan de Academie Beeldende Kunsten Maastricht, en exposeerde in binnen- en buitenland. Groenveld woont en werkt in Landgraaf.
Groeneveld past in zijn kleurrijke schilderijen verschillende stijlen toe en verkent de grenzen van kunst en kitsch. Hij noemt zich zelf multistylist. Sinds 2010 is hij ook actief als tatoeage-kunstenaar.
Hij maakte portretten van onder andere: Toon Hermans, Prinses Diana, Nelson Mandela, Prins Bernhard.